# 庫德最高委員會
庫德最高委員會（庫爾德語：Desteya Bilind a Kurd）是罗贾瓦过去的政权机构，由民主联盟党與庫德全國委員會共同成立。2012年7月12日在伊拉克庫德斯坦總統马苏德·巴尔扎尼的支持下，雙方於伊拉克库尔德斯坦阿尔贝拉簽署合作協議。 委員會中民主联盟党與库尔德全国委员会的成員各占一半。2015年底，库尔德最高委员会解散，其职能由叙利亚民主委员会接掌。